# ألكسندر زفيريف (لاعب تنس ولد 1997)
ألكسندر زفيريف (بالألمانية: Alexander Zverev) ((بالروسية: Александр "Саша" Александрович Зверев)‏; تُلفظ بالألمانية: [alɛˈksandɐ ˈzaʃa ˈtsfɛʁɛf], مواليد 20 أبريل 1997 في هامبورغ، هو لاعب كرة مضرب ألماني.
بدأ مسيرته كمحترف سنة 2013 يلعب باليد اليمنى ويحتل حالياً المرتبة رقم. 5 (26 يوليو 2021) في تصنيف رابطة محترفي التنس. أعلى تصنيف له في الفردي كان المركز الثالث في سنة 2017.
دخل المصنفين العشرة الاوائل في رابطة محترفي التنس في شهر مايو عام 2017 لأول مرة في مسيرته بعدما قام بهزيمة نوفاك دجوكوفيتش في نهائي بطولة روما للماسترز 2017. بذلك فاز بأول لقب له في بطولات  ATP ماسترز 1000 .فاز ببطولته الثانية على التوالي في الماسترز بعدما قام بهزيمة روجر فيدرير في بطولة كندا للماسترز، وبهذا الفوز وصل لأعلى تصنيف له في مسيرته الاحترافية.كان زفيريف البطل في  كاس الماسترز 2018، مما جعله أصغر بطل في بطولة نهاية العام في عقد من الزمان.هو اللاعب الوحيد النشط خارج  الأربعة الكبار مع أربعة ألقاب  ATP ماسترز 1000. فاز زفيريف بي 15 لقب في الفردي واثنين في الزوجي. وصل إلى الدور النهائي الأول له في  الجراند سلام في امريكا المفتوحة 2020، وانهى وصيفا امام البطل دومينيك ثيم.
ولد زفيريف في عائلة تنس. كان والداه إيرينا وألكسندر الأب لاعبين محترفين يلعبان لصالح الاتحاد السوفياتي، كما أن شقيقه الأكبر ميشا هو لاعب تنس محترف استطاع الوصول للمرتبة 25 في العالم. وصل زفيريف إلى التصنيف الأول عالميا في فئة الناشئين، وفاز بلقب فردي في الجراند سلام في أستراليا المفتوحة 2014 عن فئة الناشئين أيضا. وحقق إنجازًا مبكرًا في جولته الاحترافية أيضًا، ليصبح واحدًا من أصغر الفائزين بلقب في بطولات التشالنجر في التاريخ في سن السابعة عشر. كمراهق، فاز زفيريف باثنين من ألقاب الجولة العالمية وهزم المصنف رقم 3 آنذاك روجر فيدرير على العشب. في سن العشرين، كان أصغر لاعب يدخل قائمة العشرين الاوائل منذ نوفاك دجوكوفيتش. في كأس ليفر، لعب زفيريف دوراً أساسياً في نجاح فريق أوروبا المبكر في المسابقة، حيث فاز بالمباريات الحاسمة عامي 2018 و 2019.
وعلى العكس من اللاعبين ذوي الارتفاع المماثل، فإن زفيريف، بقامة تبلغ 1.98 متر (6 قدم في 6)، يملك مهارة إستقبال تفوق مهارة إلارسال قوة. ورغم ذلك فهو يتمتع بإرسال ممتاز قادر على الوصول إلى 220 كيلومتراً في الساعة (140 مليمتراً)، إلا أن إرساله الثاني أضعف بكثير، حيث لا يصل في أغلب الأحيان إلا إلى حوالي 120 كيلومتراً في الساعة (75 مليمتراً في الساعة). تلقى زفيريف الثناء من الثلاثة الكبار كأحد خلفائهم المحتملين. وقد أطلق عليه رافاييل نادال اسم «المصنف الأول عالميا المستقبلي بوضوح» ، في حين أن دجوكوفيتش قال، «على أمل أن يتمكن من تجاوزي».

## النشأة
ولد ألكسندر «ساشا» زفيريف في 20 نيسان/أبريل 1997 في هامبورغ، ألمانيا لأبوين روسيين هما إيرينا زفيريفا وألكسندر ميخائيلوفيتش زفيريف. لديه الأخ الأكبر ميشا الذي ولد قبله بعقد تقريبا وهو لاعب تنس محترف أيضا. كان والدا ساشا لاعبا تنس محترفين للاتحاد السوفياتي. استطاع والده الوصول إلى المرتبة 175 في العالم. وكان أيضا أفضل لاعب في صفوف الرجال على الصعيد الوطني، في حين أن والدته كانت رابع أعلى لاعبة تصنيفا في صفوف السيدات. انتقل كلاهما من سوتشي إلى العاصمة للتدريب في نادي التنس العسكري لنادي سيسكا موسكو. وكثيرا ما كانت الحكومة السوفييتية تعيق منافسة لاعبيهم خارج البلاد، وهو العائق الذي حد من ارتفاع أي من والدي ساشا في التصنيف العالمي.مع انهيار الاتحاد السوفياتي الوشيك، ذهبت إيرينا إلى ألمانيا للمنافسة في بطولة في عام 1990، مع زوجها كمدرب لها. وأثناء وجودهم في ألمانيا، عُرضت عليهم وظائف كمدربين للتنس. وبعد أن رفضوا في البداية، قبلوا عرضًا للعمل في نادي أوهلهورستر للهوكي في هامبورغ في العام التالي وانتهى بهم المطاف إلى الاستقرار في البلاد.
بدأ زفيريف لعب التنس في سن الثالثة. منذ أن بدأ ساشا لعب التنس في سن صغيرة جدا، قال، «في يوم ما، عندما كنت على ما اظن في عمر السنة وخمسة أشهر، التقطت مضرب صغير، وكنت قد بدأت في دفع الكرة في جميع أنحاء شقتنا، ومنذ ذلك الحين، أخذوني إلى الملعب. ما زلت أستمتع بها، كنت أستمتع بها آنذاك». عندما كان في الخامسة من عمره، بدأ يلعب التنس على الأقل نصف ساعة يوميا. كان (ساشا) تنافسية للغاية كطفل. وقال شقيقه ميشا «إنه لن يفهم أو يقبل أنه يخسر» عندما يلعب الاثنان ضد بعضهما البعض. لا يرغب في ترك الملعب إلا إذا فاز في المباراة. لعب ساشا أيضا الهوكي وكرة القدم كطفل ولكنه قرر التركيز على التنس فقط في حوالي الثاتية عشر من عمرة بعد خسارتة في دور مبكر في بطولة دولية ذات مستوى عالي للناشئين في فلوريدا.
عندما كان ساشا صغيرا، كانت والدته مدربه الأساسي بينما كان والده يركز على تدريب أخيه. لقد قال، «أعتقد أن لدي تقنية جيدة جدا، وهو ما فعلته أمي لي في سن صغيرة، لذلك الفضل لها على ذلك، ضربتي الخلفية هي 100% بسبب تدريبات امي».” وفي حين أن أمه كانت لديها أسلوب تعليمي أكثر استرخاء، فإن والده «كانت لديه طريقة سوفيتية جدا في إجراء دورات التدريب البدني» التي تضمنت إجراء تدريبات زمنية لعدد ثابت من التكرار. وكان مدربو ساشا يهدفون إلى أن يكون لديه أسلوب لعب هجومي أكثر خطورة مبني حول ضرب الكرة بقوة والانتهاء من النقاط بسرعة. كان هذا تناقضا كبيرا عن طريقة لعبه في سن 12 عندما كان أسلوبه يتمحور حول كونه «مقاتل لا يصدق» من الخط الخلفي لأنه كان بطيئا جدا في الصعود إلى الشبكة.في البداية، عانى ساشا لتغيير أسلوب لعبه. فقد «ارتكب الكثير من الأخطاء» وخسر أمام الخصوم الذين تفوقوا في إطالة النقاط. ومع ذلك، تمسك والده بهذه الاستراتيجية، قائلا، «يجب أن نمارس التنس السريع، التنس الجومي. إذا خسرت اليوم فإنه ليس بالأمر الحاسم. يجب أن تفكر في المستقبل.»

## مسيرته في الناشئين

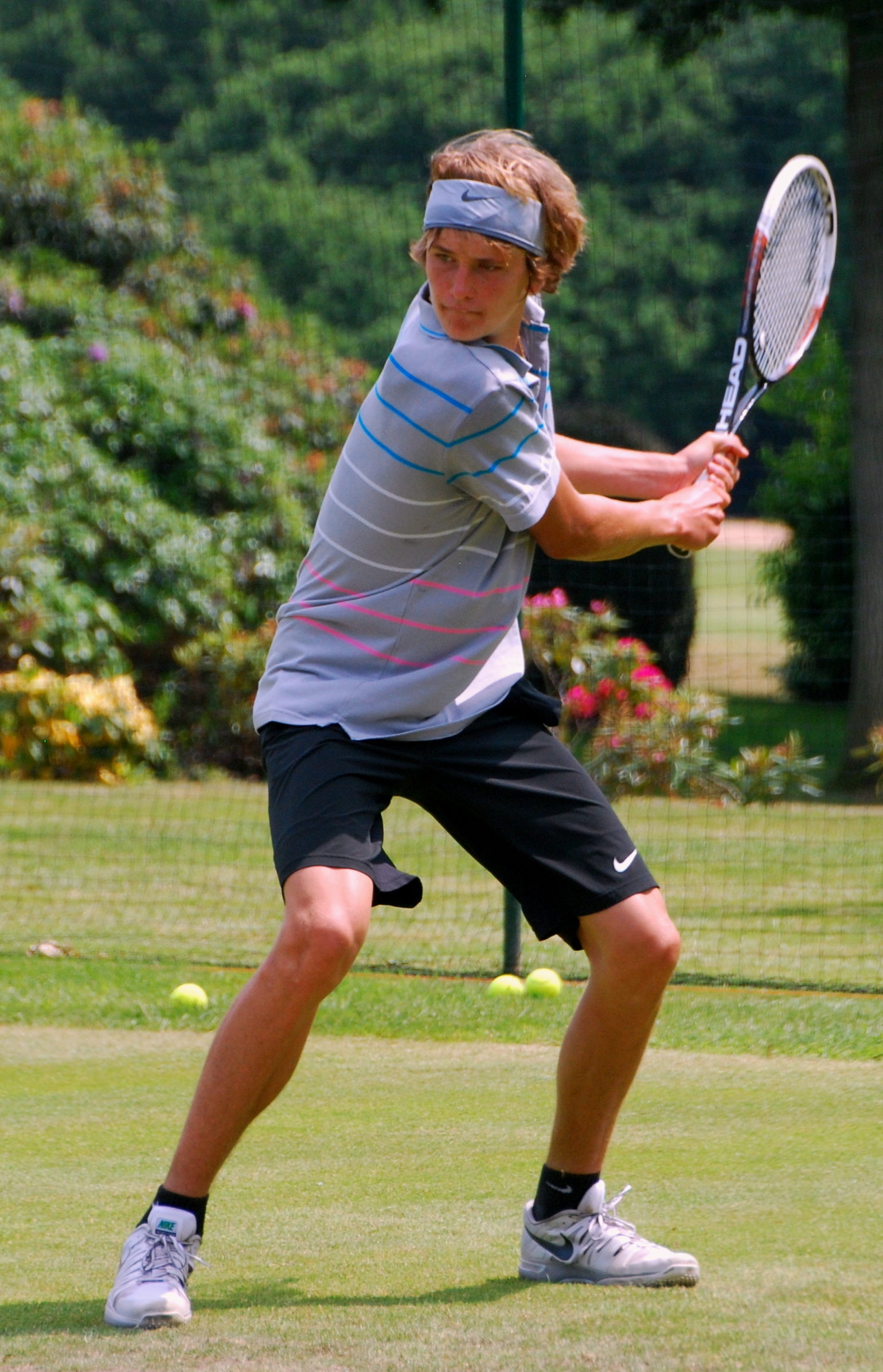
زفيريف يتدرب في بطولة بودلز تشالنجر 2013

كان زفيريف المصنف رقم 1 في الناشئين. فقد دخل أول حدث له في جولة الناشئين التابعة للاتحاد الدولي للتنس (ITF) في أوائل عام 2011 عندما كان 13. قرب بداية عام 2012، فاز زفيريف بلقب ITF الأول في بطولة الفجبرة للناشئين، وهي بطولة ذات مستوى منخفض (4) في الإمارات العربية المتحدة. وكان سيحصل على لقب درجة أدنى (5) في بطولة عمان الدولية للناشئين بعد بضعة أسابيع، مما دفعه إلى بدء المنافسة في الأحداث الأعلى مستوى قبل وقت قصير من عيد ميلاده الخامس عشر. لم يكن لديه الكثير من النجاح في البطولات التي كانت درجتها (2) وما فوق حتى العام التالي عندما وصل إلى نهائيين متتالين في الزوجي مع سبنسر بابا في بطولة Copa Gerdau من الدرجة A وبطولة الربيع الدولية USTA من الدرجة (1).
وقد ثبت أن النجاح الذي حققه زفيريف في بداية الموسم في الزوجي كان سبباً في حدوث تحسن كبير في الفردي أيضاً. خلال موسم التراب الأوروبي، فاز بأول لقب له من الدرجة الأولى 1 على آندريه روبليف في بطولة (de Beaulieu-sur-Mer) للناشئين. تابع هذا الأداء مع لقب من الدرجة A في بطولة تروفيو بونفيجليو بعد شهر، ليصبح أصغر بطل للناشتين في تاريخ البطولة. كما أنهى وصيفا في بطولة فرنسا المفتوحة للناشئين امام كريستيان غارين عام 2013، وحقق بعض النجاح على الملاعب العشبية أيضا، حيث أنهى كوصيف لنيك كيريوس في بطولة روهامبتون الدولية. ومع ذلك، كان يجب عليه الإنسحاب في  ويمبلدون بسبب إصابة في الكتف.اقترب زفيريف من الوصول إلى نهائي غراند سلام اخر للناشئين في بطولة  الولايات المتحدة المفتوحة لعام 2013، لكنه خسر من البطل بورنا كوريتش في نصف النهائي.وكان هذا النجاح كافيا ليتولى الترتيب رقم 1 في أواخر أكتوبر. قبل نهاية الموسم، مثل زفيريف أيضا ألمانيا في كأس الاتحاد الدولي للناشئين، وقادهم لينهوا في المركز الرابع. آخر بطولة له في العام كانت بطولة الدرجة A (Orange bowl)، حيث هزم من قبل ستيفان كوزلوف في الدور نصف النهائي. وفي المرتبة الأولى للناشئين في نهاية الموسم، تم تسميته ببطل العالم للناشئين ITF ، ليصبح أصغر بطل للناشئين منذ دونالد يانج في عام 2005.
لعب زفيريف بطولتين فقط في عام 2014، وكلاهما في أستراليا في يناير. فاز بفئة الفردي في كلتا البطولتين، الأولى جاءت ضد الأسترالي عمر جاسيكا في ترارالغون جونيور إنترناشيونال. في أستراليا المفتوحة، كان قادرا على هزيمة كوزلوف، الذي كان في التصنيف الثاني، لينهي مسيرته في الناشى ين مع أول لقب غراند سلام.

## مسيرته الاحترافية

### 2011–2014: لقب تشالنجر ونصف نهائي في الجولة العالمية في السابعة عشر

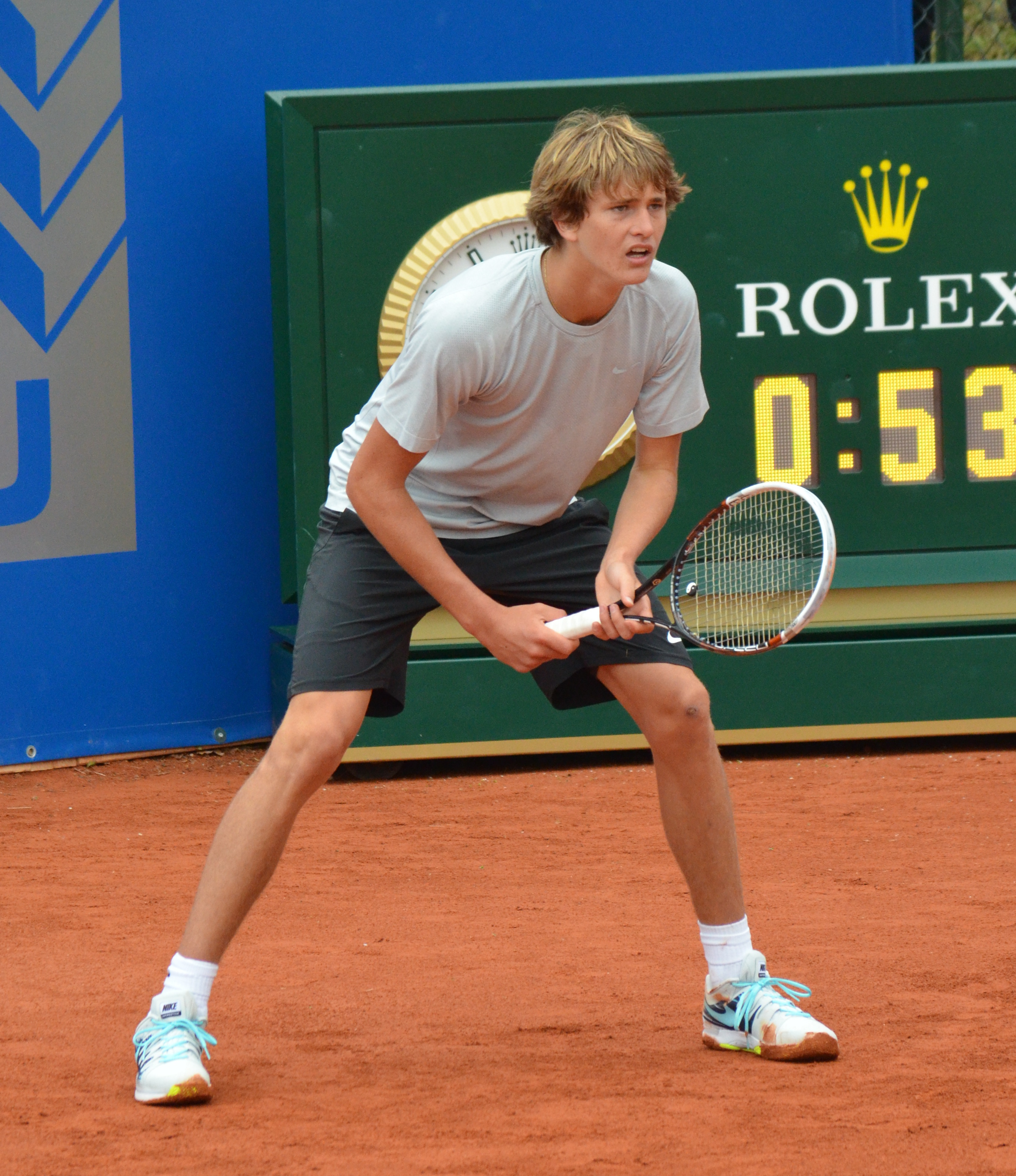
زفيريف في بطولة ميونخ للتنس 2014

منذ سن الرابعة عشر، دخل زفيريف التصفيات في ثلاث بطولات مختلفة، بما في ذلك ميتز المفتوحة 2011 في الجولة العالمية، لكنه خسر جميع مبارياته. فاز لأول مرة في الجدول الرئيسي ضد كريستيان ليشتنيغر في حدث (Futures) في ألمانيا في أغسطس 2012. في نهاية العام، حقق أول نهائي احترافي له، حيث أنهى وصيفا لفلوريان رينيت في حدث ($ITF 10K) في فلوريدا. واصل زفيريف التركيز على فئة الناشئين في عام 2013 ولم يصل إلى نهائي اخر في المستوى العالي في ذلك العام. ومع ذلك، فقد سجل أول مشاركة له في الجدول الرئيسي في الجولة العالمية (ATP) في يوليو، حيث خسر أمام روبرتو باوتيستا أغوت في البطولة التي تقام في مسقط رأسه،  بطولة هامبورغ. كما شارك بأول مباراة له في جولة التشالنجر، حيث خسر أمام ماكسيمو غونزاليس في دورة ميربوش تشالنجر في أغسطس.
بعد الفوز بلقب فردي الناشئين في بطولة
أستراليا المفتوحة 2014 ، حول زفيريف تركيزه إلى مسيرته الاحترافية، ولعب فقط في الأحداث الاحترافية في بقية العام. في البداية، كافح في الجولة العالمية، فشل في التأهل إلى الجدول الرئيسي في أول خمسة بطولات له في الموسم. لم يفز بمباراة جدول رئيسي واحدة حتى سجل فوزا واحدا في تشالنجر هيلبرونر، حدثه العاشر من العام. إحدى خسائره كانت انسحابه ضد أخيه ميشا. حقق زفيريف أول إنجاز احترافي له في يوليو عندما فاز في براونشفايغ تشالنجر ليحقق أول لقب احترافي له، على الرغم من دخوله البطولة مع فوز وحيد على مستوى التشالنجر ومن دون انتصار ضد المصنفين المئة الاوائل. ثلاثة من اللاعبين الذين هزمهم كانوا في أفضل 100 مصنف، بما في ذلك خصمه في الدور الأول رقم 87 توبياس كامكيه، خصمه في نصف النهائي رقم 56 أندري جولوبيف، وخصمه الأخير رقم 89 بول هنري ماثيو. في سن السابعة عشر وشهرين، أصبح أصغر لاعب يفوز بلقب تشالنجر منذ بيرنارد توميتش في عام 2009 وثاني عشر أصغر لاعب في التاريخ.
تابع زفيريف بعد هذا اللقب بتقدم ملحوظ على مستوى الجولة العالمية. دخل إلى بطولة هامبورغ من دون فوز مسبق في  الجولة العالمية لكنه تمكن من الوصول إلى الدور نصف النهائي. سجل أربعة انتصارات في البطولة، بما في ذلك فوزه الأول في مسيرته ضد روبن هاسي وفوزه الأول على مصنف من العشرين الاوائل وذلك على رقم 16 ميخائيل يوجني قبل أن يخسر أمام رقم 7 ديفيد فيرير. أصبح أول لاعب يبلغ من العمر 17 عاما يهزم خصما من العشرين الاوائل منذ ريشارد جاسكيه في عام 2004 وأول من وصل إلى نصف النهائي منذ مارين سيليتش في عام 2006. وقد ارتفع زفيريف من التصنيف رقم 665 إلى رقم 285 بعد لقبه في التشالنجر، وكان ظهوره في نصف النهائي في بطولة من  فئة 500 نقطة قد أخذه إلى التصنيف رقم 161 في العالم. أنهى الموسم في المرتبة رقم 136.

### 2015: نهائي زوجي في الجولة العالمية، المئة الأوائل

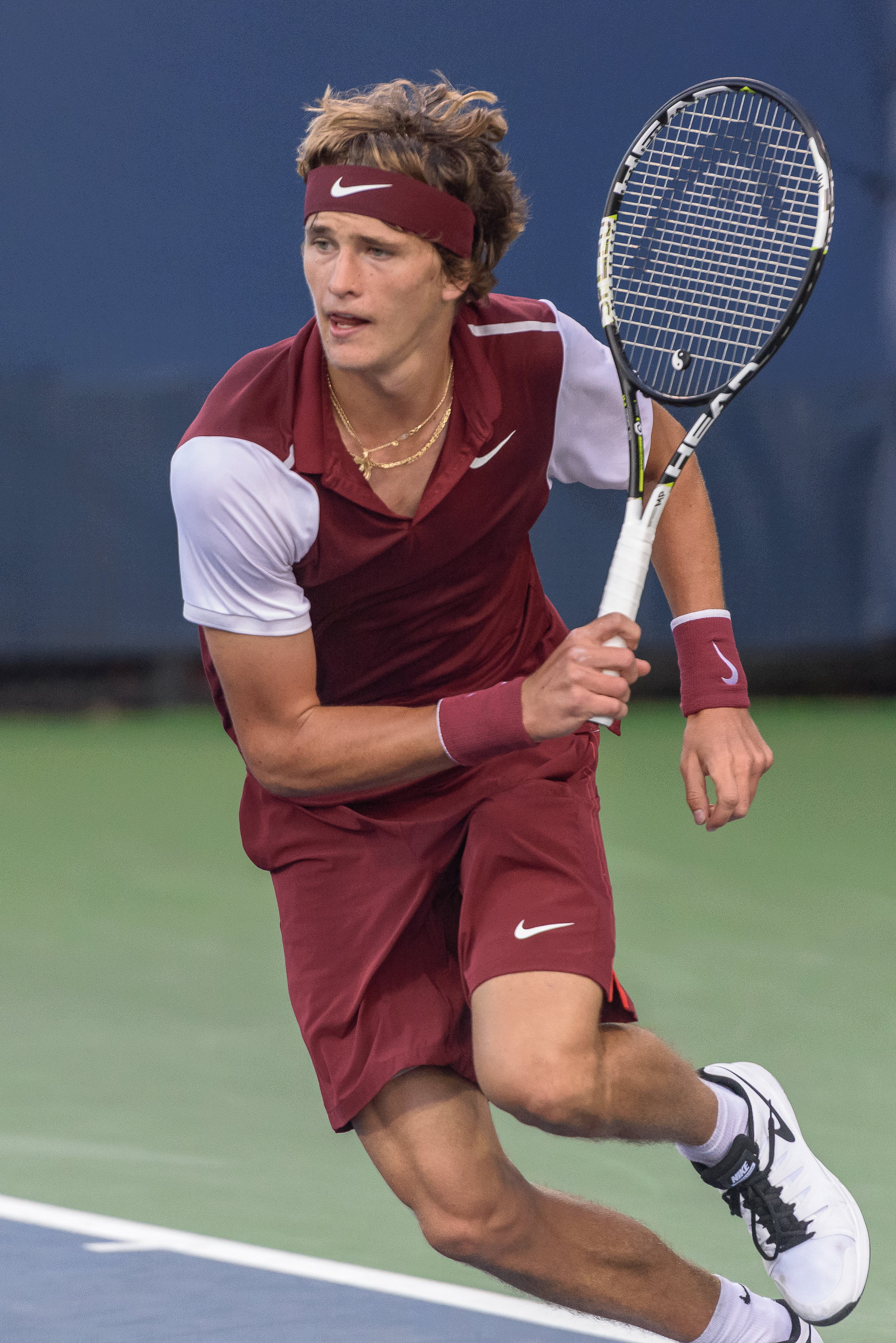
زفيريف في بطولة أمريكا المفتوحة للتنس 2015

في بداية الموسم، كان زفيريف لا يزال في تصنيف منخفض جدا لا يسمح له بالدخول المباشر في الجدول الرئيسي من بطولات الجولة العالمية (ATP)، مما أجبره على مواصلة المشاركة في بطولات التشالنجر حتى يوليو. كان يحتاج أيضا للدخول في التصفيات المؤهلة لبطولات الجولة العالمية . لم يتأهل زفيريف لأول بطولتين في الغراند سلام من الموسم. كان قادرًا على التأهل لأول بطوله له في  الماسترز في بطولة ميامي المفتوحة ووصل إلى الدور الثاني. خلال موسم الأراضي الترابية، شارك زفيريف مع شقيقه ميشا للوصول إلى أول نهائي زوجي في الجولة العالمية ضمن بطولة ميونخ للتنس. وانهى الأخوان زفيريف كوصيف لأصحاب التصنيف الأول ألكسندر بييا وبرونو سواريز. في وقت لاحق من ذلك الشهر، فاز بلقب التشالنجر الثاني في مسيرتة في هيلبرون نيكاركوب ليدخل المصنفين المئة الٱوائل للمرة الأولى.
مع تصنيفٍ أعلى، دخل زفيريف مباشرة في ويمبلدون. قبل أسبوع من البطولة، شارك في بطولة بودلز الودية وهزم بشكل مفاجئ المصنف الأول عالميا نوفاك دجوكوفيتش في مجموعات نظيفة . دعم هذا الأداء زفيريف في أول مشاركة له في بطولة غراند سلام، وهزم تايموراز غاباشفيلي في مباراة قوية استمرت حتى 9-7 في المجموعة الخامسة والأخيرة، لكنه خسر في الدور التالي امام دينيس كودلا. اختار زفيريف اللعب على التراب بعد ويمبلدون ووصل إلى نصف نهائي (ATP) آخر في بطولة السويد المفتوحة ليضعه مرة أخرى في أفضل 100 مصنف بعد أسبوع واحد من خروجه. في أغسطس، عاد زفيريف إلى الولايات المتحدة وتنافس في اثنين من بطولات سلسلة الولايات المتحدة. وقد هزم المصنف رقم 14 كيفن أندرسون في واشنطن المفتوحة في طريقه إلى الدور ربع النهائي.وكان زفيريف قد هبط في شهر يوليو/تموز إلى تصنيف متدني مما يعني أنه كان في حاجة إلى التصفيات للتأهل إلى بطولة أمريكا المفتوحة في عام 2015. نجح في المشاركة، لكنه خسر مباراته الافتتاحية أمام مواطنه فيليب كولشرايبر في خمس مجموعات. فاز زفيريف بمباراة واحدة فقط في الجدول الرئيسي خلال بقية الموسم وأنهى العام في المرتبة رقم 83 في العالم. كأصغر لاعب في المئة الأوائل، حصل على جائزة أفضل لاعب واعد(نجم المستقبل) المقدمة من رابطة محترفي التنس.

### 2016: أول لقب في الجولة العالمية، الفوز على فيدرير، العشرين الأوائل.

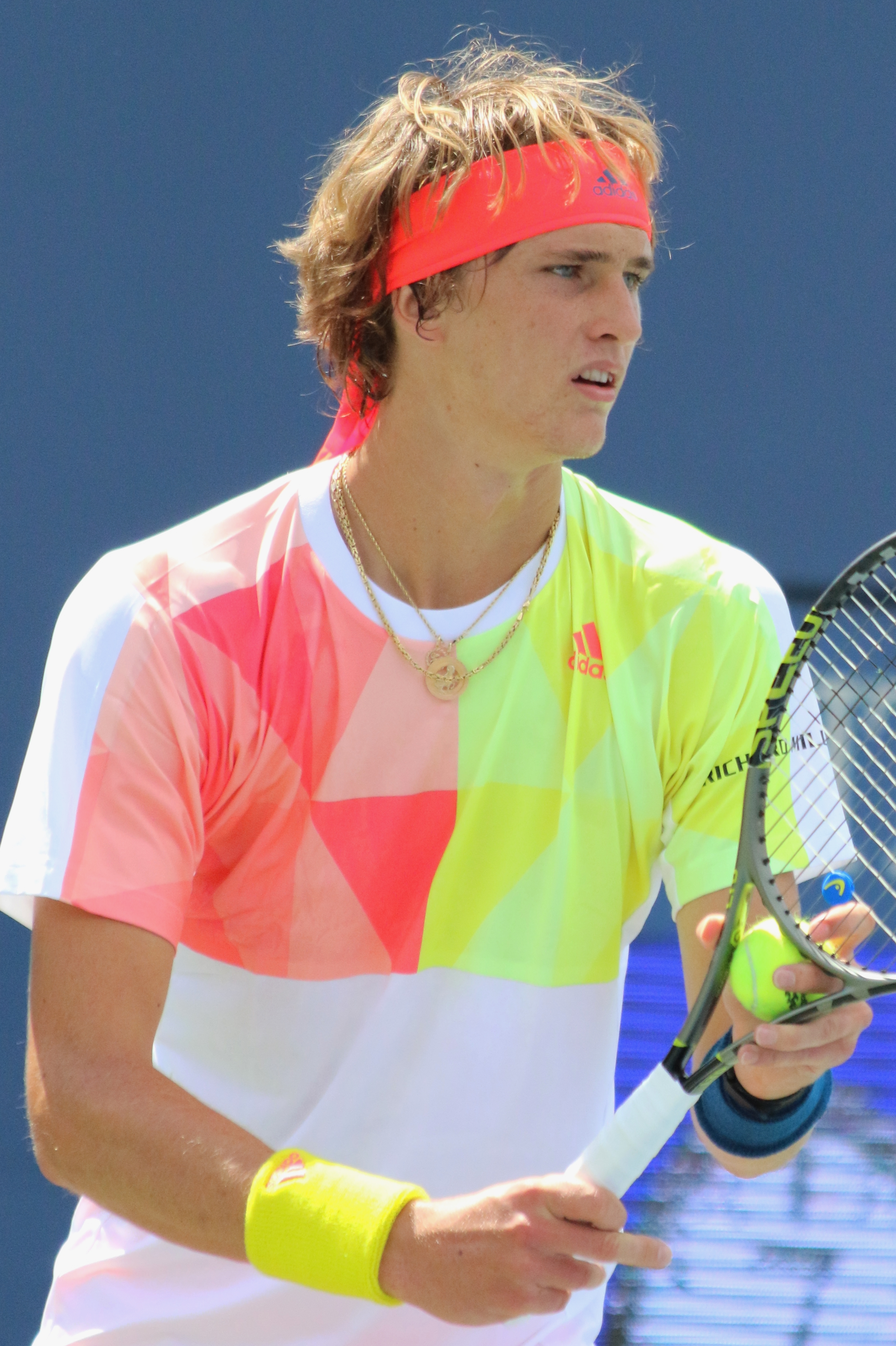
زفيريف في بطولة أمريكا المفتوحة للتنس 2016

أول حدث لزفيريف في الجولة العالمية كان في أستراليا المفتوحة، حيث كان لديه قرعة صعبة ضد المصنف الثاتي عالميا اندي موراي وكان قادرا فقط على الفوز بست اشواط في المباراة الافتتاحية. عاد مرة أخرى في بطولة مونبلييه، ووصل إلى الدور نصف النهائي في الفردي وثاني نهائي مع شقيقه في الزوجي. في منافسات الفردي، تفوق على المصنف رقم 13 مارين سيليتش، اللاعب الأعلى تصنيفاً الذي هزمه في مباراة رسمية في ذلك الوقت. ثم حقق زفيريف نتيجة قوية في بطولة إنديان ويلز للماسترز، حيث هزم اثنين من أفضل 30 لاعبا. في الدور الرابع، نافس بقوة المصنف رقم 5 رافاييل نادال. كان لزفيريف نقطة المباراة بينما كان يرسل في المجموعة النهائية، لكنه ضيع ضربة فورهاند (الضربة الأمامية) فولي روتينية ليخسر بعدها 14 من 15 نقطة متبقية في المباراة.علّق على نقطة المباراة قائلا، «فاتني على الأرجح أسهل لقطة حصلت عليها في المباراة بأكملها». في أوروبا، تمكن زفيريف من استعادة عافيته عندما وصل إلى نهائي الفردي الأول له في ATP في نيس المفتوحة، حيث انها وصيفا امام المصنف رقم 15 دومينيك ثيم، المصنف الأول في البطولة وحامل اللقب. ثيم هزمه أيضا في الدور الثالث من فرنسا المفتوحة.
جاء الإنجاز التالي لزفيريف خلال موسم الأراضي العشبية في بطولة هاله المفتوحة، حيث هزم المصنف الثالث عالميا روجر فيدرير في نصف النهائي، مما أنهى سلسلة فيدرير بعشر مرات متتالية في النهائي عندما ينافس في البطولة. كما كان أول مراهق يهزم فيدرير منذ موراي قبل عقد تقريبا. ومع ذلك، فقد أنهى وصيفا في البطولة لمواطنه المخضرم فلوريان ماير. بعد هذه المباراة النهائية، دخل المصنفين الثلاثين الأوائل للمرة الأولى وبقي كذلك لبقية الموسم. على الرغم من كونه مصنفا في بطولة جراند سلام للمرة الأولى، تمكن زفيريف بعد ذلك فقط من أن يعادل أفضل نتائجه في ويمبلدون، خاسرًا امام توماس بيرديتش. خلال سلسلة بطولات الولايات المتحدة، وصل إلى الدور نصف النهائي من بطولة واشنطن المفتوحة،  لكنه خسر مباريات الدور الإفتتاحي في كلتي بطولات الماسترز. ثم خسر في الدور الثاني من امريكا المفتوحة من قبل دانييل إيفانز.
بعد أمريكا المفتوحة، عاد زفيريف إلى أوروبا وفاز بلقبه الأول في الجولة العالمية ATP في سانت بطرسبرغ المفتوحة. سجل فوزه الأول على المصنف رقم 9 بيرديش في نصف النهائي وهزم المصنف الثالث ستان فافرينكا في النهائي، وعاد من تاخره بنتيجة 0-3 في المجموعة الثالثة. في البطولة التالية، هزم المصنف رقم 10 ثيم في الدور الأول من بطولة الصين المفتوحة للتنس لعام 2016 للمرة الأولى في أربع محاولات هذا العام. وبذلك، أصبح أول مراهق يسجل ثلاثة انتصارات متتالية ضد خصوم من أفضل عشرة مصنفين في العالم منذ بورس بيكر في عام 1986. ثم ساعده وصوله إلى الدورالثالث في بطولة شنغهاي للماسترز في الصعود إلى التصنيف رقم 20 في ترتيب رابطة محترفي التنس، مما جعله أصغر لاعب يصل إلى المصنفين العشرين الاوائل منذ نوفاك دجوكوفيتش في عام 2006.

### 2017: لقبين في الماسترز، التصنيف الثالث عالميا

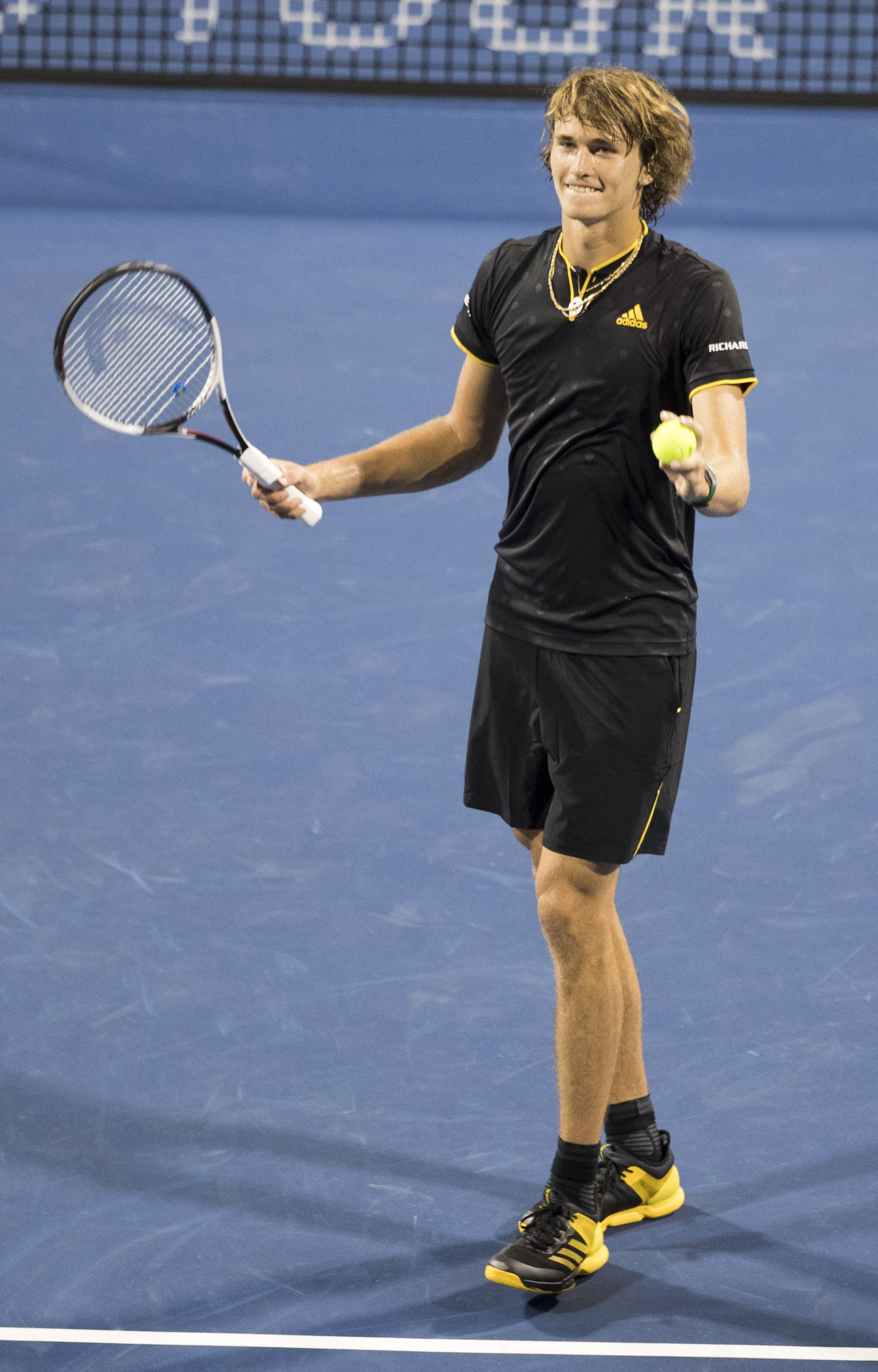
زفيريف في بطولة واشنطن المفتوحة 2017

خلال موسم 2017، حسّن زفيريف نتائجه بشكل كبير في الأحداث الكبيرة في الجولة العالمية باستثناء بطولات الغراند سلام. في بطولة أستراليا المفتوحة، دفع زفيريف مرة أخرى رافاييل نادال إلى مباراة صعبة، لكنه خسر في نهاية المطاف في خمس مجموعات. كانت مباراته القادمة هي بطولة مونبلييه المفتوحة، حيث فاز بلقبي الفردي والزوجي. هزم هو وشقيقه فابريس مارتن ودانييل نيستور من أجل لقب ألكسندر الأول على صعيد الزوجي. في الشهر التالي، وصل إلى أول ربع نهائي في بطولات الماسترز خلال مسيرته في ميامي المفتوحة، حيث هزم المصنف رقم 3 ستان فافرينكا ضمن البطولة. نيك كيريوس هزمه في كلتا بطولتي الماسترز في ذلك الشهر.
بعد بداية بطيئة لموسم الأراضي الترابية، فاز زفيريف بلقبين آخرين في مايو ، الأول جاء في ألمانيا في بطولة ميونخ للتنس. ثم وصل إلى ثاني ربع نهائي له في الماسترز في بطولة مدريد المفتوحة مع لقب الماسترز الأول في تاريخه في بطولة روما للأساتذة. هزم نوفاك دجوكوفيتش في النهائي ليصبح أصغر بطل ماسترز منذ دجوكوفيتش في عام 2007 وأول بطل من هذا النوع ولد في التسعينات. مع اللقب ، دخل أيضا المصنفين العشرة الٱوائل للمرة لأولى . على الرغم من انتصاره في روما ، خسر مباراة الدور الأول في فرنسا المفتوحة. خلال موسم الأراضي العشبية ، وصل زفيريف إلى نهائي آخر ومرة أخرى واجه فيدرير في بطولة هاله المفتوحة، ولكن لم يتمكن من هزيمته هذه المرة.كما أنهى هو وشقيقه في الوصافة امام لوكاس كوبوت ومارسيلو ميلو في الزوجي. في ويمبلدون، حقق أفضل نتيجة له في يطولة غراند سلام في ذلك الوقت، وخسر في نهاية المطاف أمام وصيف العام السابق ميلوش راونيتش في خمس مجموعات.
بالعودة إلى الملاعب الصلبة ، فاز زفيريف بلقبيه الأخيرين للموسم في أغسطس. فاز في بطولة واشنطن المفتوحة وبلقب الماسترز الثاني على التوالي في بطولة كندا المفتوحة، خاسرا مجموعة واحدة فقط في كلتا البطولتين وذلك في الدور الافتتاحي. ومن الجدير بالذكر ، أنه كان عليه إنقاظ ثلاث نقاط للمباراة في أول مباراة له في كندا ضد ريشارد جاسكيه، والتي كانت تبادل طويل من 49 ضربة. ثم هزم روجر فيدرير في النهائي ليصبح أول لاعب خارج الأربعة الكبار يفوز بلقبين في الماسترز في نفس الموسم منذ ديفيد نالبانديان في عام 2007. على الرغم من هذا النجاح ، خسر في الدور الثاني من بطولة امريكا المفتوحة من قبل اللاعب الواعد بورنا كوريتش. في نهاية الموسم ، تأهل زفيريف لنهائيات الجيل القادم كواحد من أفضل ثمانية لاعبين تحت 21 سنة، ونهائيات الجولة العالمية لرابطة محترفي التنس، حيث اختار المشاركة في الثانية. في نهائيات الجولة العالمية، كان زفيريف في مجموعته مع روجر فيدرير ، مارين تشيليتش ، وجاك سوك. هزم تشيليتش في أول مباراة له ، لكنه خسر مباراتين على التوالي ولم ينجح في التاهل من المجموعة. أنهى زفيريف السنة في التصنيف رقم 4، حيث كان في المرتبة رقم 3 قبل نهائيات الجولة العالمبة مباشرة ، فائزا بخمسة ألقاب ATP من ست نهائيات فقط.

### 2018: بطل نهائيات الجولة العالمية، ربع النهائي الأول في الغراند سلام

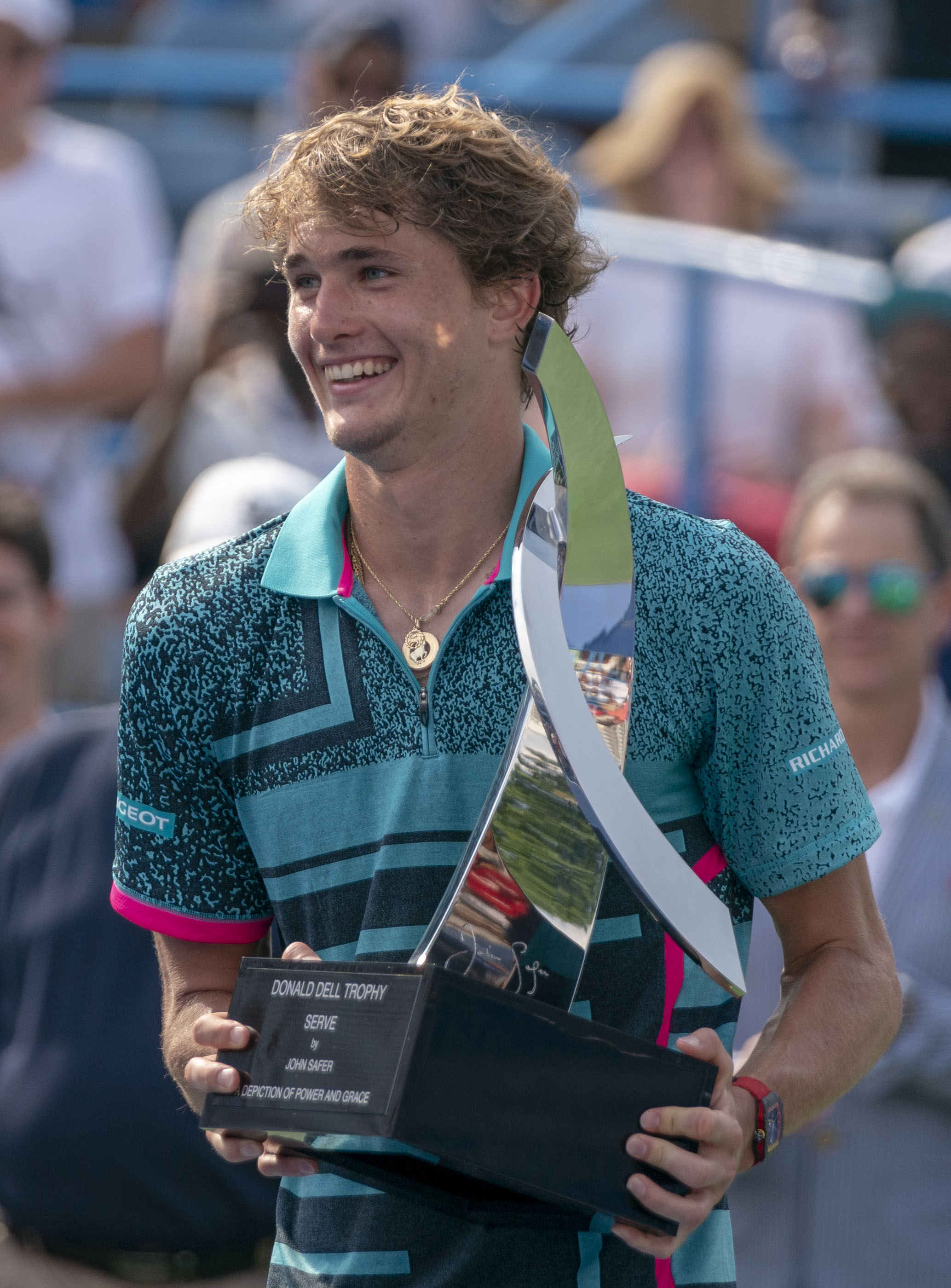
زفيريف مع كاس بطولة واشنطن المفتوحة 2018

حافظ زفيريف على ترتيبه في الخمسة الاوائل على مدار العام. ومع ذلك ، لم يحقق أي نتائج عالية المستوى في بطولات الغراند سلام الكبرى. في بطولة أستراليا المفتوحة، خسر من المصنف رقم 52 هيون تشونغ في خمس مجموعات في الدور الثالث. وذكر زفيريف أن المشاكل في البطولات الكبرى «ليست جسدية بالتأكيد» عندما سئل عما إذا كانت مشاكله جسدية أو ذهنية ، ويعزو هذا النقص في النجاح إلى الضغط الإضافي الذي كان يمارسه على نفسه في هذه الأحداث. زفيريف لم يصل إلى النهائي الأول من العام حتى أوائل أبريل في ميامي المفتوحة. على الرغم من الفوز بالمجموعة الأولى في النهائي ، أنهى وصيفا امام الأمريكي جون إيسنر، الذي لم يسبق له الفوز بلقب ماسترز.
واصل زفيريف نجاحه في الماسترز في موسم الأراضي الترابية ، ووصل إلى نصف النهائي في بطولة مونتي كارلو للماسترز،  وفاز بلقبه الثالث في الماسترز في مدريد المفتوحة، ووصل إلى النهائي في بطولة روما للأساتذة. في مدريد ، هزم دومينيك ثيم في النهائي ليصبح اللاعب الوحيد النشط خارج الأربعة الكبار الذي فاز بثلاثة ألقاب ماسترز. اقترب من الفوز في بطولتين على التوالي في الماسترز ، متقدما بالكسر في المجموعة الثالثة ضد نادال في بطولة روما. ومع ذلك ، تمكن نادال من العودة والفوز في الاشواط الخمس الأخيرة من المباراة بعد تأخير بسبب المطر. وكان زفيريف قد دافع أيضا عن لقبه في بطولة ميونخ للتنس. لقد حافظ على موسمه المميز في الأراضي الترابية من خلال الوصول إلى أول ربع نهائي له في الغراند سلام في بطولة فرنسا المفتوحة. كان بحاجة إلى الفوز بثلاث مباريات من خمس مجموعات للوصول إلى هذا الدور قبل أن ينهي ثيم مسيرته بينما كان يعاني من إصابة في الركبة.
حتى بطولات نهاية العام، عانى زفيريف للبناء على نجاحه في بداية الموسم . خسر في الدورالثالث في كل من ويمبلدون وامريكا المفتوحة،  وأفضل نتيجة له في بطولات الماسترز الأربعة المتبقية كانت نصف النهائي في شنغهاي للماسترز. كان قادرا على الدفاع عن لقبه في واشنطن المفتوحة، لقبه الوحيد خلال هذه الفترة. كما وصل زفيريف إلى مباراتين نهائيتين إضافيتين مع أخيه ، لكنه لم يفز بأي منهما. في نهاية الموسم ، تأهل زفيريف لكل من نهائيات الجيل القادم ونهائيات الجولة العالمية ATP للسنة الثانية على التوالي ، واختار مرة أخرى المنافسة فقط في الحدث الأخير. اختارت القرعة ان يكون في المجموعة مع نوفاك دجوكوفيتش ، مارين تشيليتش ، وجون إيسنر. هذا العام ، تمكن زفيريف من التأهل عن مجموعته ، وخسر فقط أمام المصنف الأول دجوكوفيتش. واجه فيدرير في نصف النهائي وهزمه في مجموعات نظيفة ليضرب موعدا مع دجوكوفيتش في إعادة لمباراة دور المجموعات. على الرغم من خسراته لتوه أمام دجوكوفيتش في وقت سابق من الأسبوع ، فاز زفيريف بالنهائي في مجموعات نظيفة ليحرز لقبه العاشر والأكبر في مسيرته . أصبح أصغر بطل لكاس الماسترز منذ دجوكوفيتش قبل عقد من الزمن وأول ألماني يفوز ببطولة نهاية الموسم منذ بورس بيكر في عام 1995. وكان هذا أيضا أول فوز لزفيريف على لاعب في التصنيف رقم 1.

### 2019: المعاناة في بداية الموسم ، وصيف في الماسترز

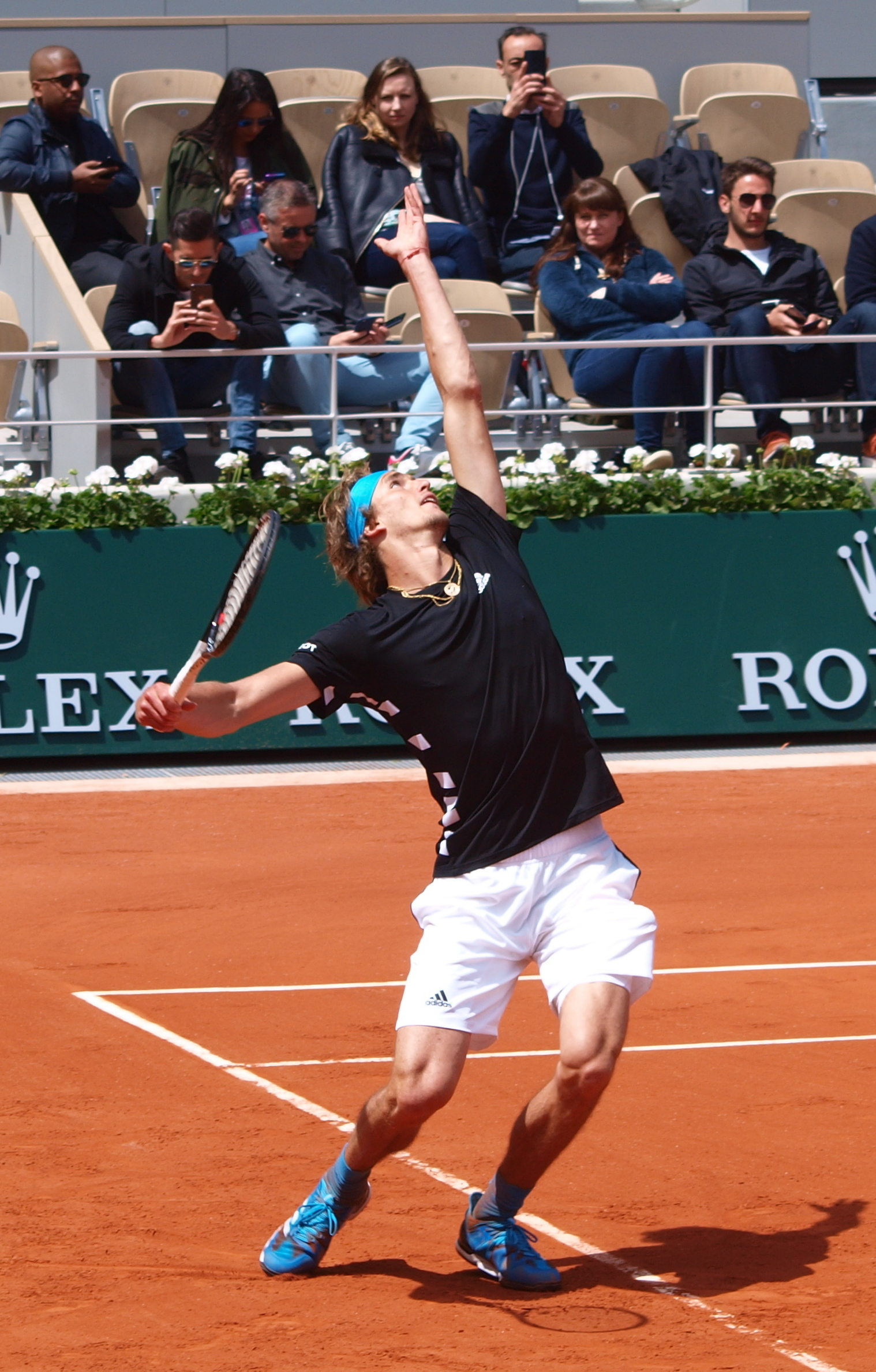
زفيريف في فرنسا المفتوحة 2019

افتتح زفيريف موسم 2019 مع ظهور في الدور الرابع من بطولة أستراليا المفتوحة 2019، جيث هزم جيريمي شاردي في خمس مجموعات في الدور الثاني قبل أن يخسر أمام ميلوش راونيتش في مجموعات نظيفة. زفيريف بعد ذلك لعب في بطولة أكابولكو للتنس وانهى وصيفا لنيك كيريوس. بعد هذه البطولة ، لم يفز بأكثر من مباراة واحدة في أي من مشاركته الستة التالية ، وهي سلسلة انتهت بمباراتين في بطولة مدريد المفتوحة.ومع ذلك ، انهى زفيريف موسم الأراضي الترابية بقوة قبل أسبوع من بطولة فرنسا المفتوحة، فاز بلقبه الوحيد في العام في بطولة جنيف المفتوحة ، وهزم نيكولاس جاري في النهائي بعد أن انقظ نقطتين للمباراة في المجموعة الثالثة. ثم انتقل إلى هزيمة المصنف رقم 12 فابيو فونيني والوصول إلى ربع النهائي الثاني على التوالي في بطولة فرنسا المفتوحة ، حيث خسر امام نوفاك دجوكوفيتش. زفيريف لم يتابع هذا النجاح في موسم الأراضي العشبية ، حيث كانت أفضل نتيجة له هي ربع النهائي في «هاله» المفتوحة. وكان قد خسر في الدور الأولى في كل من شتوتغارت المفتوحة وويمبلدون، والأخيرة امام الصاعد من التصفيات جيري فيسلي. عزا زفيريف معانته في بداية الموسم إلى كونه مشتتا من قبل نزاع قانوني مع مدير أعماله السابق باتريسيو أبيي ، الذي كان قد انشق عنه.
بدأ زفيريف في تغيير موسمه في أعقاب ويمبلدون. وصل إلى الدور نصف النهائي من بطولة هامبورغ وربع النهائي في كندا المفتوحة.‍ ثم وصل إلى الدور ثمن النهائي في امريكا المفتوحة لأول مرة ، حيث خسر امام المصنف رقم 20 دييغو شفارتزمان ليواصل عدم نجاحه في بطولات الغراند سلام . وكان قد سقط أيضا من المصنفين الخمسة الاوائل في أوائل آب/أغسطس لأول مرة منذ عامين تقريبا. وجاءت أفضل نتيجة لزفيريف في الموسم في شنغهاي للماسترز. قام بهزيمة المصنف الثالث عالميا روجر فيدرير في الدور ربع النهائي قبل أن ينهي وصيفا امام المصنف رقم 4 دانييل ميدفيديف،  الذي كان يلعب في النهائي السادس له على التوالي. وقد ساعده أداؤه على التأهل إلى نهائيات الجولة العالمية في نهاية العام. في هذه البطولة ، وقع زفيريف في المجموعة مع رافاييل نادال ، ستيفانوس تيستيباس، ودانييل ميدفيديف. هزم نادال لأول مرة في المباراة الافتتاحية قبل أن يخسر أمام تسيتسيباس. ثم فاز في مباراته ضد ميدفيديف. ومع ذلك ، لم يستطع الدفاع عن لقبه ، وخسر أمام دومينيك ثيم في الدور نصف النهائي. أنهى زفيريف الموسم في التصنيف السابع عالميا.

### 2020: نصف نهائي أستراليا المفنوحة، نهائي أمريكا المفتوحة
بدأ زفيريف موسمه في 2020 في بطولة كأس ATP في نسختها الأولى ، ولعب مباريات الفردي ضد أليكس دي مينور ، وستيفانوس تيستيباس، ودينيس شابوفالوف؛ وخسر جميعها.
كان في التصنيف السابع في بطولة أستراليا المفتوحة لعام 2020. في البداية هزم ماركو سيتشيناتو في مجموعات نطيفة ؛ وبعد المباراة ، تعهد بالتبرع بكل ما لديه من جوائز مالية في البطولة لجهود الإغاثة من أجل اطفاء الحرائق إذا فاز باللقب ، أي ما مجموعه 4.12 مليون دولار أسترالي. ثم هزم إيغور جيراسيموف ، فرناندو فيرداسكو، والمصنف السابع عشر آندريه روبليف للوصول إلى ربع النهائي دون خسارة أي مجموعة. هناك ، هزم المصنف الخامس عشر ستان فافرينكا في أربع مجموعات للوصول إلى أول نصف نهائي له في الغراند سلام ، حيث خسر ضد المصنف الخامس دومينيك ثيم في أربع مجموعات.
في امريكا المفتوحة، كان زفيريف المصنف الخامس. هزم كيفن أندرسون في أربع مجموعات ، ثم هزم براندون ناكاشيما البالغ من العمر 19 عاما في أربع مجموعات. في الدورالثالث ، تغلب على أدريان مانارينو في أربع مجموعات قبل أن يهزم أليخاندرو ديفيدوفيتش فوكينا في مجموعات نظيفة . في ربع التهائي ، تغلب على بورنا كوريتش في أربع مجموعات للوصول إلى الدور نصف النهائي الثاني له في الغراند سلام. هناك ، خسر أول مجموعتين أمام بابلو كارينو، ولكنه عاد للفوز بالمباراة في خمسة مجموعات ؛ وكانت هذا أول مباراة يفوز بها بعد التاخر بمجموعتين. وهكذا تقدم إلى أول نهائي له في البطولات الكبرى، حيث واجه دومينيك ثيم. أصبح الوصيف ، حيث خسرالنهائي في المجموعة الخامسة على الرغم من تقدمه بمجموعتين وحصوله على نقطتين من اجل اللقب في المجموعة النهائية.
كان زفيريف في التصنيف السادس في فرنسا المفتوحة. هزم دينيس نوفاك ، بيير هوغيز هيربرت ، وماركو سيتشيناتو ، قبل أن يخسر في أربع مجموعات أمام جانيك سينر.
في أكتوبر ، فاز في بطولتين متتاليين عن فئة 250 ATP في كولونيا ، والتي جرت في الجولة العالمية 2020 ATP بسبب إلغاء العديد من البطولات بسبب وباء COVID-19. في النهائيات ، هزم فيليكس أوغر إلياسمي ودييغو شفارتزمان، وكلاهما في مجموعات نظيفة.
ثم وصل زفيريف إلى نهائي بطولة باريس للماسترز، ليهزم نادال في مجموعات نظيفة في نصف النهائي ، حيث خسر أمام دانييل ميدفيديف في ثلاث مجموعات.
في نهائيات الجولة العالمية، تم اقصاء زفيريف في مرحلة المجموعات بعد الفوز بثلاث مجموعات على دييغو شفارتزمان وخسائر امام دجوكوفيتش والبطل ميدفيديف في نهاية المطاف.

### 2021: لقبين في الماسترز، نصف نهائي فرنسا وأمريكا المفتوحة، العودة إلى الخمسة الاوائل، ذهبية الالعاب الاولمبية

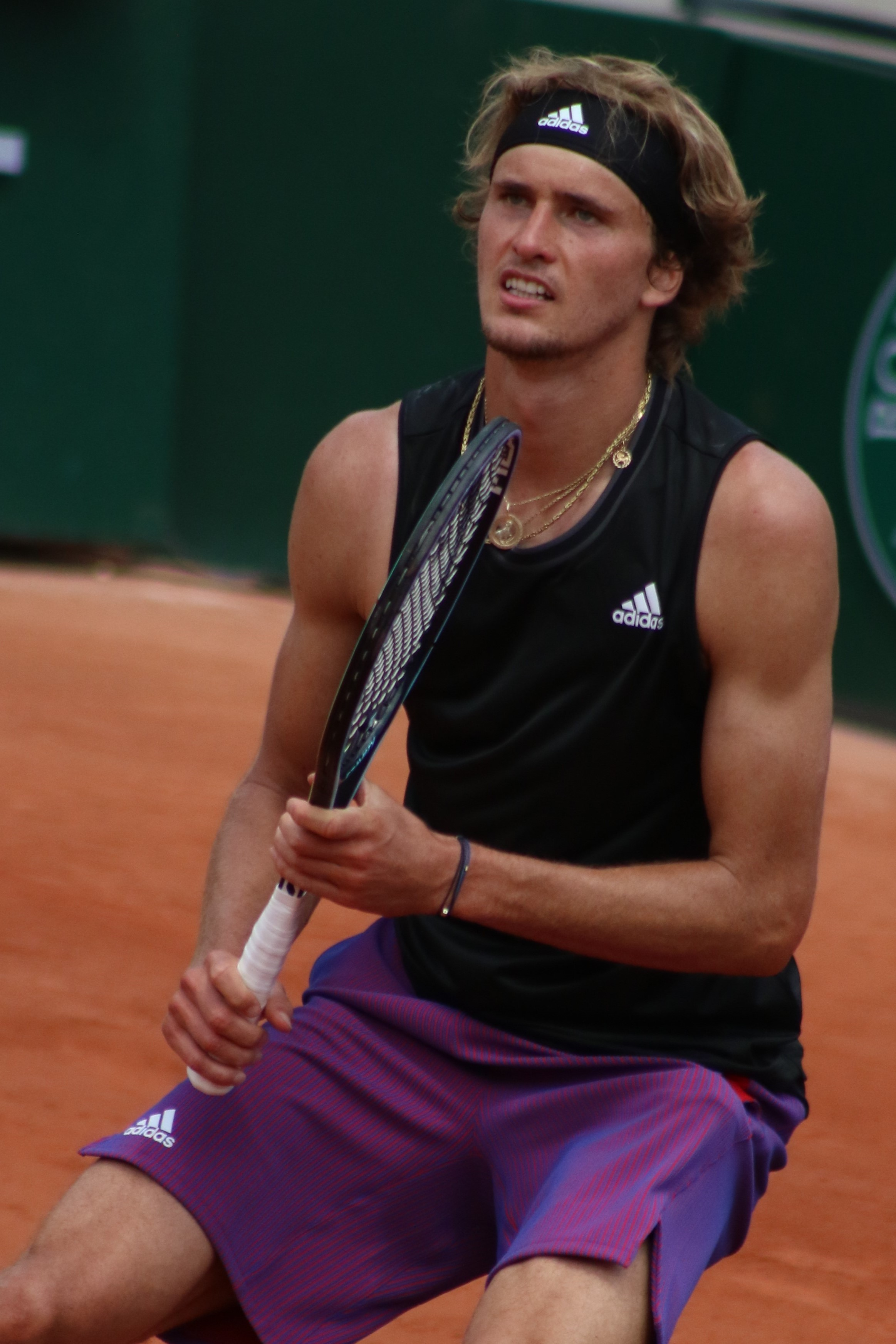
زفيريف في بطولة فرنسا المفتوحة 2021

وبدأ زفيريف موسمه في شباط/فبراير بكأس ATP ، حيث مثل ألمانيا مع يان لينارد شتروف وكيفين كراويتز وأندرياس ميس للوصول إلى الدور نصف النهائي. في أول ظهور جراند سلام في بطولة أستراليا المفتوحة 2021، هزم ماركوس جيرون وماكسيم كريسي وأدريان مانارينو ودوشان لاجوفيتش. انتهت مِشاركته في الدور ربع النهائي ، حيث خسر أمام بطل العالم المصنف رقم 1 نوفاك دجوكوفيتش. في مارس كانت أول بطولة له في بطولة روتردام للتنس، حيث خسر في الدور الأول أمام الكازاخستاني ألكسندر بوبليك. واصل عروضه القوية في أكابولكو، حيث فاز بلقبه الرابع عشر من خلال هزيمة ستيفانوس تسيتسيباس في النهائي. في بطولة ميامي، خسر في الدور الثاني أمام الفنلندي إميل روسوفوري.
في أول بطولة له في عام 2021 على التراب في مونتي كارلو، خسر زفيريف في الدور الثالث ، وذلك أمام ديفيد جوفان. في ميونيخ ، وصل إلى الدور ربع النهائي ، وخسر أمام المصنف رقم 107 في العالم ، إيليا إيفاشكا.
في بطولة مدريد المفتوحة ، هزم زفيريف رافاييل نادال ، دومينيك تيم ، وماتيو بوريتيني في طريقه إلى لقب الماسترزالرابع ولقبه الخامس عشر. في نفس البطولة ، وصل أيضا إلى نصف النهائي الأول له في الزوجي في الماسترز 1000، مع مواطنه تيم بوتز ، لكنه انسحب من المباراة. وصل إلى الدورربع النهائي في روما، وخسر أمام الفائز بالبطولة في نهاية المطاف رافاييل نادال. في البطولة الكبرى الثانية له في فرنسا حيث كان المصنف السادس في البطولة فاز ضد أوسكار أوتي ورومان سافيولين ولاسلو ديري وكي نيشيكوري وأليخاندرو ديفيدوفيتش فوكينا. في نصف النهائي ، لعب امام ستيفانوس تسيسيبساس ، الذي خسر منه بعد معركة من 5 مجموعات.
بدأ ظهوره الأول على العشب بمشاركة في هاله - خسر في الدور الثاني أمام الفائز في البطولة في نهاية المطاف أوغو همبرت. في ويمبلدون، مصنفا رابعا ، عادل أفضل إنجاز له في البطولة حتى الآن - الوصول إلى الدورالرابع للمرة الثانية. في طريقه هزم تالون غريكسبور ، تينيس ساندغرين وتايلور فريتز. هزم في الدور الرابع من قبل فيليكس أوغر - الياسيم في خمس مجموعات. في أعقاب هذه المشاركة عاد إلى الخمسة الأوائل بعد سنتين في 12 يوليو 2021.
وفي الأولمبياد ، تغلب زفيريف على ين هسون لو، ودانيال إيلاهي غالان ، ونيكولوز باسيلاشفيلي، وجيريمي شاردي للوصول إلى الدور نصف النهائي. في نصف النهائي ، على الرغم من تاخره بمجموعة وكسر، رد زفيريف الكسر وفاز في ثماني اشواط على التوالي في طريقه للتغلب على المصنف رقم 1 نوفاك دجوكوفيتش في ثلاث مجموعات. هزم كاران خاشانوف في مجموعات نظيفة في النهائي وفاز بالميدالية الذهبية في دورة الألعاب الأولمبية عام 2020 في طوكيو. أصبح زفيريف أول رجل ألماني يفوز بميدالية ذهبية في الفردي وأول من يفوز بميدالية منذ تومي هاس وميداليته الفضية في أولمبياد سيدني 2000.
في أعقاب الأولمبياد ، وصل زفيريف إلى نهائي الماسترز 1000 الثاني له في عام 2021 في بطولة سنسيناتي للماسترز بعد هزيمة لويد هاريس، غويدو بيلا، كاسبر رود وستيفانوس تسيسيباس بعد معركة متقاربة من ثلاث مجموعات في نصف النهائي. لم يكن زفيريف قد فاز بمباراة في البطولة في ست مشاركات سابقة، حيث تغلب على آندريه روبليف ليحرز اللقب السابع عشر في مسيرته المهنية والرابع في الموسم في 59 دقيقة ، وهي أقصر مباراة في تاريخ البطولة.
في امريكا المفتوحة، سعى زفيريف للفوز بلقبه الأول في الغراند سلام في أعقاب وصوله إلى النهائي في العام السابق. وصل إلى الدور نصف النهائي بعد الفوز على جاك سوك ولويد هاريس. هناك ، خسر أمام نوفاك دجوكوفيتش في خمس مجموعات على الرغم من أخذه المجموعة الأولى ، لينتهي مشواره بالفوز في 16 مباراة متتالية منذ الأولمبياد.

## منافسات الفرق

### كأس ليفر
شارك زفيريف في كأس ليفرالافتتاحية في براغ عام 2017. حصد أربع نقاط من خلال الفوز في كلتا مبارياته في الفردي لفريق أوروبا حين هزموا فريق العالم 15-9. لعب دورًا أكثر أهمية في 2018 و 2019، حيث فاز في مباريات الحسم في كلتا النسختين ضد كيفين أندرسون وميلوش راونيتش على التوالي.

### كأس ديفيز
شارك زفيريف في أول بطولة كأس ديفيز لألمانيا ضد الجمهورية التشيكية في عام  2016. واجه المصنف رقم 7 توماس بيرديتش في مباراته الأولى وتقدم بمجموعتين إلى واحدة قبل أن يخسر في نهاية المطاف في خمس مجموعات. بعد فوز الجمهورية التشيكية في الزوجي في حين فاز كولشرايبر في كل مباريات الفردي ، واجه زفيريف لوكاس روسول في المباراة الخامسة الحاسمة. فاز روسول في المباراة بسهولة لإرسال الجمهورية التشيكية إلى الجولة التالية. في عام 2017 ضد بلجيكا ، سجل زفيريف أول فوز له في البطولة ضد آرثر دي غريف ، لكنه خسر في الزوجي مع شقيقه وكذلك ثاني مباراة فردي له مع ستيف دارسيس. فازت بلجيكا بالمباراة 4-1. فاز زفيريف بأول مباراة له في كأس ديفيس في عام 2018، وفاز بكلا المباراتين الفرديتين ضد أليكس دي مينور وكيرغيوس ليقود ألمانيا إلى فوز 3-1 على أستراليا. وفي الدور ربع النهائي ، تقدمت ألمانيا 2-1 ضد إسبانيا يعد فوز زفيريف على ديفيد فيرير وانتصارالزوجي . ومع ذلك ، فازت إسبانيا في نهاية المطاف في اليوم النهائي بعد أن كان زفيريف غير قادر على هزيمة نادال إضافة إلى خسارة كوهلسشريبر مباراة من خمس مجموعات امام فيرير.
في عام 2019، تم تغيير شكل كأس ديفيس إلى ثمانية عشر دولة تتنافس في النهائيات على مدى أسبوع واحد في نوفمبر ، ويشارك الجميع ما عدا ستة فرق من خلال جولة تأهيلية في فبراير. وضعت ألمانيا في الجولة التأهيلية ووضعتها القرعة ضد هنغاريا. شارك زفيريف في كلتا المباراتين حيث فازت ألمانيا 5-0. لم يشارك في النهائيات في نوفمبر ، حيث خسرت ألمانيا في الدور ربع النهائي.

### كاس هوبمان
مثل زفيريف ألمانيا في كأس هوبمان لأربع سنوات متتالية من 2016 إلى 2019 مع ثلاثة شركاء مختلفين. في عام 2016، شارك مع سابين ليزيكي. فاز الثنائي بالمباراة ضد الفريق الفرنسي ، مع فوز زفيريف في كلتا مباريات الفردي والزوجي المختلط. ومع ذلك ، خسرا ضد بريطانيا العظمى وأستراليا الخضراء ولم يتقدما إلى النهائي. وفي العام التالي، دخل المنافسة مع أندريا بيتكوفيتش. بينما ربح الزوجان مباراة فقط ضد بريطانيا العظمى ، هزم زفيريف أيضا فيدرير في الفردي في أول بطولة له بعد العودة من الإصابة.
حقق زفيريف نجاحاً أكبر في عام 2018 وعام 2019 عندما شارك مع أنجليك كيربر. في عامهم الأول معا ، كانوا قادرين على التقدم إلى النهائي ، اعتمدوا في المقام الأول على قوة الزوجي بالفوز في جميع مبارياتهم الثلاثة في الزوجي المختلط. في النهائي ضد سويسرا ، خسر زفيريف مباراة الفردي أمام فيدرير. على الرغم من أن كيربر فازت بمباراة الفردي ضد بيلندا بنشيتش، إلا أنهم خسروا الزوجي المختلط. عادوا في عام 2019 ووصلوا مرة أخرى إلى النهائي في إعادة لمباراة نهائي العام السابق مع فيدرير وبنشيتش. في مجموعة مع أستراليا ، فرنسا ، وأسبانيا ، فاز الاثنان في جميع مباريات الفردي الست ، لكنهما خسرا مباراتين من ثلاث مباريات زوجي مختلط ضد أستراليا وفرنسا. مثل العام السابق، تم تحديد الفائز في مباراة الزوجي المختلط بعد أن هزم فيدرير زفيريف وكيربرهزمت بنشيتش. مع نظام Fast4 ، ذهبت المباراة إلى ثلاث مجموعات. في المجموعة الثالثة، كان لكل من الفريقين نقطة المباراة في 4-4. فازت سويسرا بالنقطة حيث ارسل فيدرير ليفوز باللقب.

### كاس ATP
مثل زفيريف ألمانيا في كأس ATP في 2020 و 2021. في بداية هذه البطولة في عام 2020، كان في الفريق مع جان-لينارد ستروف ، كيفن كراويتز وأندرياس ميس. في مرحلة المجموعات ، حيث التقت ألمانيا أستراليا وكندا واليونان ، خسر زفيريف جميع المباريات الثلاث أمام أليكس دي مينور ، دينيس شابوفالوف وستيفانوس تسيسيباس على التوالي. ألمانيا لم تتقدم إلى المرحلة التالية من البطولة ، لتنهي في المركز الثالث في المجموعة.
في عام 2021، لعبت ألمانيا مرة أخرى بنفس الفريق الذي كانت عليه في العام السابق. في المجموعة لعبت ضد كندا وصربيا. فاز زفيريف في أول مباراة له ضد دينيس شابوفالوف. وفي لقائهم الثاني ، خسر في مباراة الفردي أمام نوفاك دجوكوفيتش ، لكنه لعب ضده هو ونيكولا إيتشاتش في الزوجي مع يان لينارد ستروف. فازت ألمانيا في ذلك اللقاء ، مما سمح لهم بالتقدم من كمركز أول في المجموعة إلى الدور نصف النهائي. هناك خسروا ضد روسيا ، حيث خسر زفيريف مباراته أمام دانييل ميدفيديف. وفي النهاية خسرت ألمانيا المباراة 2-1، مما سمح لروسيا بالتقدم إلى النهائي.

## أسلوب اللعب

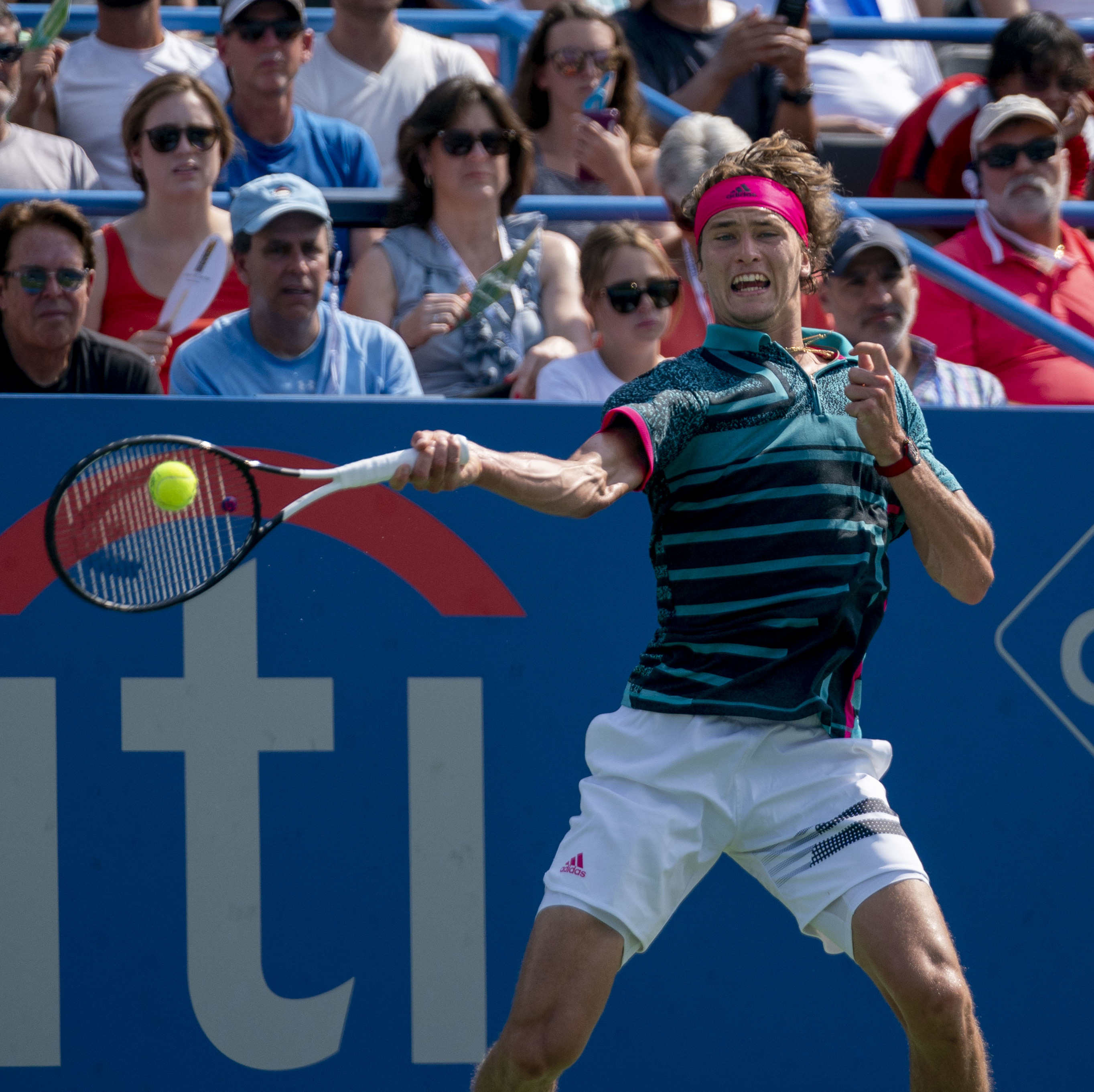
زفيريف ينفذ الضرية الامامية (forehand)

زفيريف هو لاعب هجومي من الخط الخلفي. وكثيرا ما يقف بعيدا وراء الخط ويهدف إلى الضربات الأرضية القوية إما لتحقيق ضربة قاضية (winner) أو لإسقاط خصمه. على الرغم من طول قامته الذي يبطئ من حركته في الملعب، فإنه يعطيه القدرة على إعادة المزيد من الكرات اثناء التبادل . وقد علق نوفاك دجوكوفيتش قائلا «إنه يتحرك بشكل جيد بالنطر إلى طول قامته». زفيريف يُمْكِنُ أَنْ يُولّدَ الكثير مِنْ القوَّةِ بكلا الضربتين الخلفية والامامية (backhand and forehand). ضربته الخلفية ، على وجه الخصوص ، تعتبر قوته وأحد الأفضل في اللعبة.ويمكنه أيضا أن يستخدم ضربات السلايس الخلفية (slice backhands) التي تتطلب مركز منخفض من الجاذبية ، على الرغم من طوله .
فمع ارتفاع زفيريف البالغ 1.98 متر (6 قدم في 6)، يستطيع أن يولد ارسالات ضخمة بسرعة 220 كيلومتر في الساعة (140 ملم) أو بسرعة أكبر من اللاعبين الأقصر. في العام الذي اقتحم فيه زفيريف العشرين الأوائل ، لم يكن بعد أحد أفضل المرسلين في الجولة العالمية ، حيث كان ترتيبه 38 فقط في تصنيف الإرسال. وكان في المرتبة 18 في تصنيف الاستقبال ، مما يدل على أن ضربات استقباله كانت أقوى بكثير من ارساله. بحلول عام 2018، كان قد تحسن في كلتا الفئتين ، في المرتبة 19 في تصنيف الإرسال والثامنة في تصنيف الاستقبال. يتفوق زفيريف بشكل خاص على ضربة الإرسال الأول ، بنسبة 64.2 ٪ في عام 2018. وفي اشواط الاستقبال ، حصل على خامس أعلى نسبة مئوية من نقاط الارسالات الأولى التي فاز بها في ذلك العام بنسبة 32.4%.

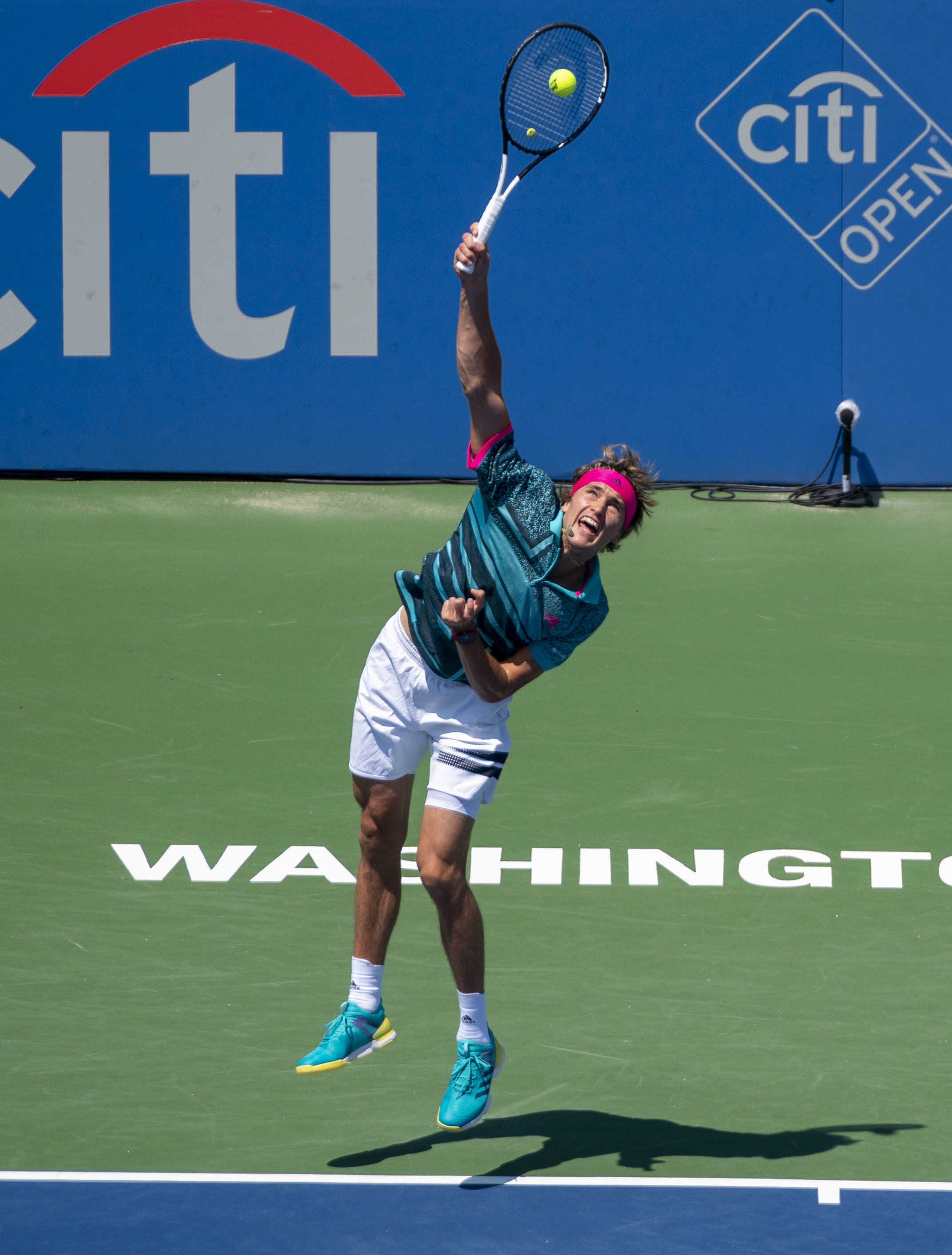
زفيريف يرسل

زفيريف هو لاعب جميع الأراضي ولايهدف إلى أن يكون أفضل على أي ارضية على وجه الخصوص. لقد قال: «أشعر أنني أستطيع اللعب على كل الأرضيات. أنا وصلت إلى نهائينِ أَو فزت ببطولاتَ على كُلّ واحدة من الارضيات. أنا لا أشعر أن لدي للتركيز على واحدة... أشعر أن لدي فرص جيدة في كل منها». طوني نادال ، عم ومدرب رافاييل نادال، قد أثنى على قدرته على الملاعب الصلبة على وجه الخصوص ، قائلا ، «أفضل سطح له هو ، في عيني ، الأراضي الصلبة ، لأنه يتحرك أفضل مما يفعل على التراب». ستة من أول عشرة ألقاب زفيريف جاءت على الملاعب الصلبة ، في حين أن الأربعة الآخرين كانوا على التراب. اعتبارًا من عام 2020، لم يفز بلقب بعد على العشب ، لكنه وصل إلى مباراتين نهائيتين وهزم فيدرير على هذه الارضية.
زفيريف لديه القدرة على الإرسال والصعود إلى الشبكة (serve-and-volley) أيضا. يعتبر شقيقه الأكبر ميشا أكبر مؤيدي أسلوب اللعب هذا في الجولة الحديثة. على الرغم من أن ساشا لا يستخدم هذه التقنية في كثير من الأحيان مثل شقيقه ، فقد أظهر أنها يمكن أن تكون فعالة في مباريات كبيرة مثل نهائي مدريد ماسترز ضد دومينيك ثيم، اللاعب الذي نادرا ما يأتي إلى الشبكة. تعتبر تقنية زفيريف في ضربة الفولي واحدة من أكبر نقاط ضعفه.
زفيريف كَانَ طويلَ ، لكن نحيفَ ولَيسَ بعضلات جيدة عندما كان ينمو. وقد ركز مدرب اللياقة البدنية جيز غرين على جعله أقوى وحدد له هدفاً بإضافة 4 كيلوغرامات (8.8 رطل) من العضلات كل عام. في البداية ، واجه زفيريف صعوبة في التكيف مع أسلوب التدريب هذا في الملعب ، قائلا ، «لم يكن لدي أي فكرة عما يجري في جسدي»، وكان بحاجة التكيف مع تقنيات اللعب عندما أصبح بقوة عضلية أكبر. وفي نهاية المطاف ، أظهر تحسنا في الملعب. وقال جرين: «لقد بدأ يصبح أكثر ثباتا . وبدأ في امتصاص الطاقة ، فعندما ضرب أحدهم بقوة ، كان بإمكانه ضرب الكرة مرة أخرى وكل شيء يعود إلى مكانه»

## الفريق التدريبي
تم تدريب زفيريف من قبل والديه منذ كان صغيرا جدا. كانت والدته في البداية مدربه الأساسي قبل تولي والده زفيريف زمام الأمور في وقت ما. اتخذ زفيريف قرار تعيين بطل العالم السابق خوان كارلوس فيريرو في بطولة واشنطن المفتوحة في صيف عام 2017. قام بطرد فيريرو بعد أن انتقد فيريرو بقية فريق تدريب زفيريف. إيفان ليندل، بطل عالم سابق آخر ، انضم إلى فريق زفيريف في أغسطس 2018. وانفصلوا في يوليو 2019 بسبب النتائج المخيبة للآمال والاختلافات الشخصية. صرّح زفيريف أنّ ليندل كان أكثر اهتمامًا بكلبه أو لعبته في الغولف من تدريبه الاحترافي. في عام 2020، بدأ زفيريف العمل مع المصنف رقم 3 سابقا ووصيف فرنسا المفتوحة 2013 ديفيد فيرير. وأعلنوا انفصالهم في يناير 2021.
بقية فريق تدريب زفيريف يضم مدرب اللياقة البدنية جيز غرين ، الذي عمل سابقا مع أندي موراي، والفيزيائي هوغو غرافيل. عمل غرين مع زفيريف منذ عام 2013.

## الحياة الشخصية

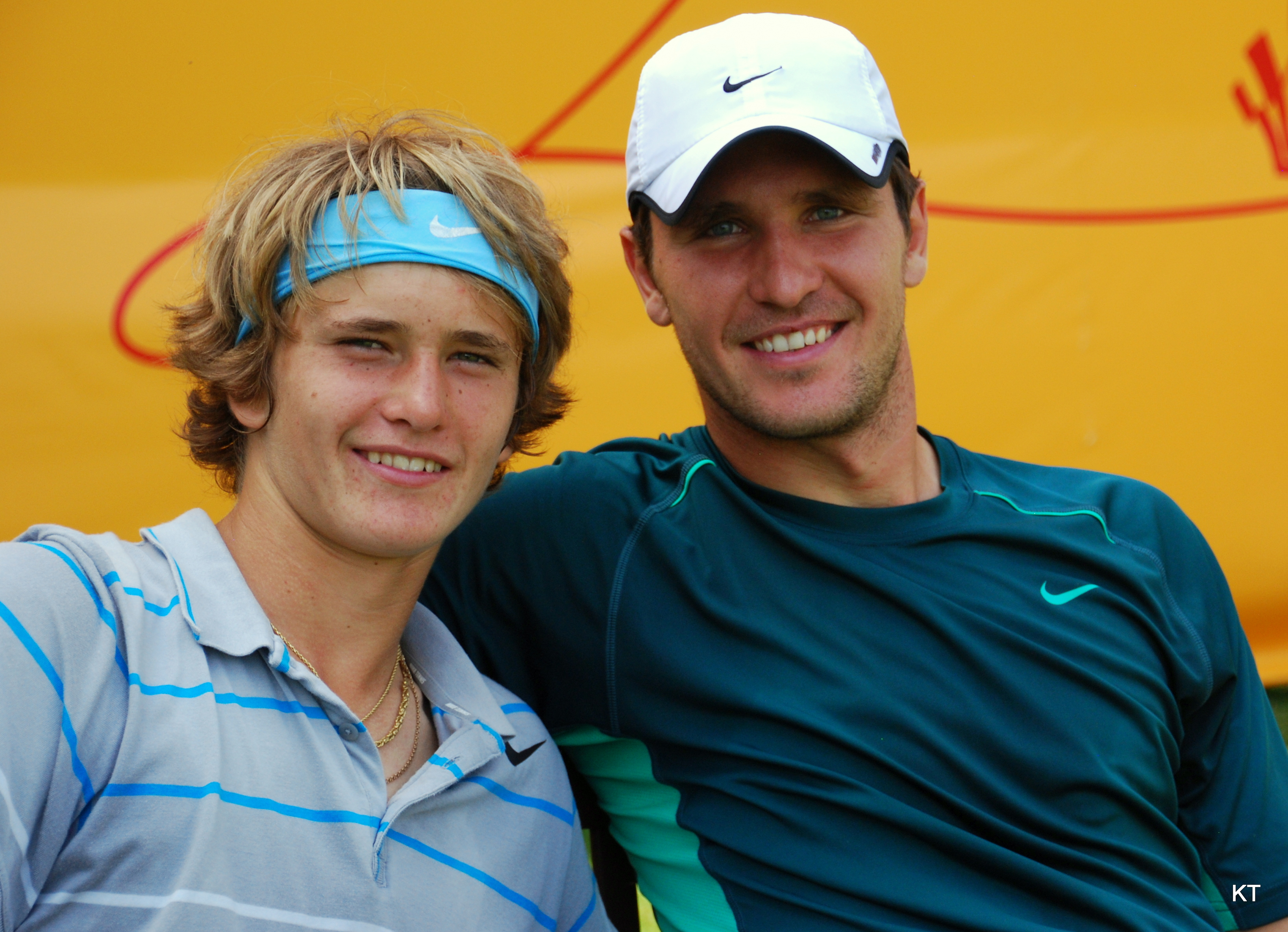
زفيريف مع اخيه الاكبر ميشا في 2013

يعرف زفيريف بالاسم المستعار «ساشا»، كما يسمى شقيقه «ميشا». يعيش في مونتي كارلو، موناكو. عندما كان صغيرا ، عاش في هامبورغ. كما قضى فصول الشتاء في فلوريدا في أكاديمية ساديلبروك منذ كان عمره 12 عاما. ونتيجة لخلفية والديه والعيش في بلدان مختلفة ، يمكن أن يتحدث الألمانية والروسية والإنجليزية.
مع تنافس شقيقه الأكبر في الجولة العالمية ATP ، كان لزفيريف فرص متكررة للقاء أو التدريب مع لاعبي التنس المحترفين كطفل. التقط صورة مع روجر فيدرير في هامبورغ ماسترز عندما كان في الخامسة من عمره. استذكر زفيريف اللقاء قائلا ، "لذلك حصلت على توقيعه وقال ،" حسنا ، ربما إذا عملت بجد ، في يوم ما قد نلعب ضد بعضنا البعض في مكان ما ". كما التقى برفائيل نادال ونوفاك دجوكوفيتش عندما كان في الرابعة من عمره. لقد قال: "لقد أخبروني في الواقع في أول مرة قابلوني فيها لأنني لا أستطيع التذكر. يقولون، "أوه ، أَتذكّرُ تلك البطولةِ المبتدئةِ في إيطاليا. لعبنا ، مثل ، التنس المصغر معك ". يتذكر والده العديد من الحالات حيث تدرب ساشا مع محترفي ATP ، وأعطى مثالا واحدا "ذهبنا إلى دوسلدورف لكأس العالم للفرق. ميشا كان في فريق ، وأتذكر جيل سيمون كان ينتظر لاعبين آخرين للانضمام إليه. أقول ، "جيل ، هل يمكنك اللعب مع ساشا لمدة 20 دقيقة ؟ اجل لا مشكلة".
مثل زفيريف الاعلى في التنس هو روجر فيدرير. لقد قال أن فيدرير هو اللاعب الوحيد الذي جعله يشعر بالنشوة. عندما هزم زفيريف فيدرير للفوز بلقبه الثاني في الماسترز في عام 2017 في كندا المفتوحة ، قال ، «هذا اللقب ضد روجر هو شيء مميز جدا بالنسبة لي لأنه كان دائما مثلي الاعلى في صغري. أعظم لاعب في كل العصور ، هزمه في النهائي ، ليس فقط أي نهائي ولكن في نهائي ماسترز 1000، مدهش». خلال مؤتمر صحافي مع فيدرير لمباراة أفضل عرض الودية 2019 في المكسيك، ذكر فيدرير أنه كان متحمسا ليكون جزءا من الحدث مرة أخرى لأنه لم يعد منذ مشاركته الأخيرة في عام 1996، عندها أدلى زفيريف وجهه وأشار إلى أنه ولد بالفعل في عام 1997.
يلعب زفيريف رياضات أخرى في وقت فراغه مثل كرة السلة والجولف. وهو من مشجعي ميامي هيت في الرابطة الوطنية لكرة السلة (NBA) وبايرن ميونخ في البوندسليغا. أفضل صديق لزفيريف في الجولة العالمية هو البرازيلي مارسيلو ميلو، بطل ويمبلدون ورولان غاروس السابق في الزوجي. ميلو يظهر في كثير من الأحيان في مربع زفيريف خلال مباريات ، بما في ذلك في بطولة واشنطن المفتوحة لعام 2017 ونهائيات الجولة العالمية 2018، حيث فاز بكليهما.
زفيريف لديه ابنة اسمها مايلا مع صديقتة السابقة ، بريندا باتيا. ولدت في 11 مارس 2021.

## روابط خارجية
- ألكسندر زفيريف على موقع رابطة محترفي التنس (الإنجليزية)
- ألكسندر زفيريف على موقع الاتحاد الدولي لكرة المضرب (الإنجليزية)
- ألكسندر زفيريف على موقع كأس ديفيز (الإنجليزية)
- ألكسندر زفيريف على موقع بطولة ويمبلدون (الإنجليزية)
- ألكسندر زفيريف على موقع إي إس بي إن.كوم (الإنجليزية)
- ألكسندر زفيريف على موقع اللجنة الأولمبية الدولية (الإنجليزية)
- ألكسندر زفيريف على موقع أوليمبيديا (الإنجليزية)
- ألكسندر زفيريف على موقع اللجنة الأولمبية الألمانية (الألمانية)